# Бенклер, Йохай
Йохай Бенклер (родился в 1964 году в Израиле) — американо-израильский автор и профессор предпринимательских правовых исследований в Гарвардской школе права. Он также является содиректором факультета Беркман Центр Интернет и общества при Гарвардском университете.

## Биография
С 1984 по 1987 год, Бенклер был членом и казначеем кибуца Неот-Смадар.
Он получил степень «Бакалавр права» в Тель-Авивском университете в 1991 году и «Доктор права» (Juris Doctor) на юридическом факультете Гарвардского университета в 1994 году.
С 1994—1995 годов он работал в юридической фирме Ropes & Gray. С 1995 по 1996 года он был помощником Верховного суда США судьи Стивена Г. Брейера.
С 1996 по 2003 года профессор Нью-Йоркского университета, а также преподаватель юридического факультета Йельского университета, а до этого — Гарвардского университета (в 2002—2003).
В 2007 году он присоединился к Бенклер Гарвардская Школа, где он преподаёт и является содиректором факультета Беркман центр Интернет и общества. Бенклер является членом консультативного совета Фонда Sunlight.
В 2011 году за его исследования он получил премию Фонда Форда «Social Change Visionaries Award» в размере $ 100.000.

## Работы
Исследования Бенклера фокусируются на основе подходов к управлению ресурсами в сетевых средах. Он придумал термин «производство Общего на основе равноправного» для описания совместных усилий на основе обмена информацией, таких как свободное и открытое программное обеспечение и Wikipedia. Он также использует термин «сетевая информационная экономика», чтобы описать «систему производства, распределения и потребления информационных товаров, характеризующихся децентрализацией индивидуальных действий осуществляемых через широко распространенные, нерыночные средства, которые не зависят от рыночных стратегий».

### Богатство сетей
В книге Бенклера 2006 года «Богатство сетей» (The Wealth of Networks), опубликованной под лицензией Creative Commons, рассматриваются способы, которыми информационные технологии влияют на широкие формы сотрудничества, которые имеют потенциально преобразующие для экономики и общества последствия. Фонд Wikipedia с его открытым исходным кодом и блогосфера являются одними из примеров, которые упоминает Бенклер. Например, Бенклер утверждает, что блоги и другие способы коммуникации с участием[неизвестный термин] могут привести к «более критической и саморефлексии культуры», где граждане имеют право на возможность обнародовать свое мнение по целому ряду вопросов, что позволяет им двигаться от пассивных получателей «получил мудрость» к активным участникам. Большая часть богатства сетей представлена в экономическом плане, и Бенклер повышает вероятность того, что культура, в которой информация распространяется свободно, может оказаться более экономически эффективной, чем та, в которой инновации обременены патентом или авторским правом.

## Награды
- 2006 — Donald McGannon Award for Social and Ethical Relevance in Communications Policy Research[8]
- 2006 — Public Knowledge IP3 Award[9]
- Март 2007 — EFF Pioneer Award[10]
- 2008 — The American Sociological Association Section on Communication and Information Technologies (CITASA) Book Award[11]
- 2009 — Don K. Price Award[12]
- Май 2011 — Ford Foundation Visionaries Award[13]